# Arthaz-Pont-Notre-Dame
Arthaz-Pont-Notre-Dame este o comună în departamentul Haute-Savoie din sud-estul Franței. În 2009 avea o populație de 1.272 de locuitori.

## Evoluția populației
| An        | 1975 | 1982 | 1990  | 1999  | 2006  | 2009  |
| --------- | ---- | ---- | ----- | ----- | ----- | ----- |
| Populație | 850  | 957  | 1.139 | 1.169 | 1.240 | 1.272 |